# Bolbochromus nigriceps
Bolbochromus nigriceps là một loài bọ cánh cứng trong họ Geotrupidae. Loài này được Wiedemann miêu tả khoa học năm 1823.